# Ийри-Суу
Ийри-Суу — село в Жайылском районе Чуйской области Кыргызстана. Входит в состав Сары-Кооского аильного округа. Код СОАТЕ — 41708 209 838 05 0.

## Население
| год     | 2009 | 2014 | 2015 |
| ------- | ---- | ---- | ---- |
| человек | 681  | 830  | 844  |